# Storängen (stacja kolejowa)
Storängen (szwedzki: Storängens station) – stacja kolejowa na Saltsjöbanan, w Storängen, w Gminie Nacka, w regionie Sztokholm, w Szwecji. Stacja została otwarta w dniu 1 lipca 1904. Stacja znajduje się w południowo-wschodniej części Storängen.

## Historia
W czasie powstawania Saltsjöbanan w latach 1893-1903 stacja w Storängen nie powstała. Stacja została otwarta 1 lipca 1904, początkowo jako niewielki przystanek, gdzie pociągi zatrzymywały się co godzinę. Od dnia 18 maja 1905 r. posiada budynek stacyjny, który powstał wraz z pocztą i kioskiem. Budynek stacji został zaprojektowany przez architekta Gustafa Hugo Sandberga. On także zaprojektował budynki stacyjne w Igelboda i Solsidan. 

## Linie kolejowe
- Saltsjöbanan